# Medina sopha
Medina sopha är en tvåvingeart som beskrevs av Louis-Paul Mesnil 1977. Medina sopha ingår i släktet Medina och familjen parasitflugor.
Artens utbredningsområde är Madagaskar. Inga underarter finns listade i Catalogue of Life.